# WHO (ザ・フーのアルバム)
『WHO』（フー）は、イギリスのロックバンド、ザ・フーが2019年に発表したスタジオ・アルバム。発売元はポリドール。イギリスで3位、アメリカで2位を記録。

## 解説
本作は、2006年リリースの『エンドレス・ワイヤー』以来13年ぶりとなる、バンドのオリジナルアルバムである。この間にも、ザ・フーはコンサート活動を精力的に行い、また、ロジャー・ダルトリー、ピート・タウンゼント各々のソロ活動も精力的に行われた。しかし、この間に発表されたザ・フーの新作は、バンドのデビュー50周年に当たる2014年にリリースされたコンピレーション・アルバム『The Who Hits 50!』に収録された「ビー・ラッキー」1曲のみであった。
2019年1月、タウンゼントは、年内中に新作アルバムを発表する事、そしてそれに伴うツアーが、ザ・フーとしては最後のものになることを示唆した。ダルトリーによれば、前年の2018年2月頃に、タウンゼントから「新曲が出来たから聴いてくれ」と頼まれ、彼は当初タウンゼントのソロアルバム用の曲だと思い、「こりゃいいソロ作になるぜ」と返事をしたところ、タウンゼントから「これはザ・フー用の新曲だ。だからお前の意見を聞きたい」と言われたというエピソードを語っている。タウンゼントは2018年の夏から、自宅のスタジオで全曲のデモを改めて制作し、2019年2月より、ロンドンのブリティッシュ・グローヴで本格的なレコーディングが開始された。レコーディングはロンドンとロサンゼルスを股にかけて行われ、8月までに完了した。共同プロデューサーには、レッド・ホット・チリ・ペッパーズやナイン・インチ・ネイルズ、オアシスなどを手掛けたデイヴ・サーディが、またダルトリーのボーカル・プロダクションには、彼の2018年のソロアルバム『アズ・ロング・アズ・アイ・ハヴ・ユー』でも起用されたデイヴ・エリンガが、それぞれ迎えられた。
本作は、1982年の『イッツ・ハード』以来となる、テーマやコンセプトのないアルバムとして制作された。また、タウンゼントの実弟で、ザ・フーのサポートメンバーでもあるサイモン・タウンゼントが、楽曲を提供している。ザ・フーのオリジナル曲で、正規メンバー以外の者の曲が採用されるのは、1967年のアルバム『セル・アウト』で、ジョン・"スピーディー"・キーンが「アルメニアの空」を提供して以来のことである。

## パッケージとリリース
ジャケット・デザインは、ビートルズの『サージェント・ペパーズ・ロンリー・ハーツ・クラブ・バンド』で有名なピーター・ブレイクが担当した。ブレイクがザ・フーの作品を手掛けるのは、1981年の『フェイス・ダンシズ』以来38年ぶり。ジャケットは25枚の正方形のパッチワークで構成されており、中央の「W」「H」「O」の文字を、22枚の図柄や写真で囲む構図になっている。写真や図柄には、ダルトリーやタウンゼントの若い頃の写真や、バンドのロゴとしても使用されるイギリス空軍のラウンデル、ユニオンジャック、「DETOUR」と書かれた道路標識など、バンドの歴史を象徴するものがあしらわれている。
アルバムに先駆け、「ボール・アンド・チェーン」が2019年9月に先行シングルとしてリリース、10月には2枚目のシングル「オール・ディス・ミュージック・マスト・フェイド」がリリースされた。さらに11月には「アイ・ドント・ワナ・ゲット・ワイズ」がSpotifyとiTunesで配信リリースされた。
アルバムは2019年12月6日にリリース。全11曲入りの通常エディションに加え、3曲のボーナストラックを追加したデラックス盤、これとは別のボーナストラック1曲を追加した3枚組限定デラックスLPが用意された。日本版はこれらのボーナストラックが全て収録された全15曲入りとなっている。ボーナストラックのうち、デラックス盤に収録された「ゴット・ナッシング・トゥ・プル―ヴ」と、限定デラックスLPに収録されている「サンド」は、タウンゼントが1966年に録音したデモテープから採られたものである。2曲とも当時のバンド・マネージャーのキット・ランバートから拒絶されたためにこれまで未発表のままだったが、本作の発表に伴い、新たにオーバーダビングを施した上で発表された。
2020年10月には、「ビーズ・オン・ワン・ストリング」のリミックス・ヴァージョンと、2020年2月にキングストンで行われたアコースティック・ライヴの模様を収めたCD『ライヴ・アット・キングストン』を追加収録した『2020デラックス』（2CD）がリリースされた。

## 評価
全英アルバムチャートでは3位を記録し、ゴールドアルバムを獲得した。アメリカのBillboard 200では2位、同トップ・ロック・アルバムチャートでは1位を記録した。
アルバムは概ね好意的な評価を受けた。ダルトリー自ら「『四重人格』（1973年）以来最高のアルバムを作り上げたと思う」と自負し、Uncut誌も同様の評価を下した。またタイムズ紙も「『バイ・ナンバーズ』（1975年）以来の最高傑作」と評するなど、様々なメディアで絶賛された。Metacriticでは、批評家からは100点中79点のスコアが与えられ、ユーザーからは10点中7.5の評価となった。オールミュージックのスティーブン・トーマス・アーレウィンは、本作に4つ星を挙げ、「長い年月を経て、ダルトリーとタウンゼントの関係、つまりソングライターにとって最高の解釈者であり編集者であるシンガーがザ・フーの核であることは明らかであり、だからこそ『WHO』はザ・フーのアルバムのように感じられる。二人は今でも互いの長所を引き出し合っている」と評した。
Consequence of Soundのマシュー・タウブは、「中にはよく練られていない曲もある」としつつ、「このアルバムはザ・フーの最強の曲集の一つではないかもしれないが、レガシー・ブランドが新たなアイデアを湧き立たせ、前進するための手段であるという稀有な事例である。それだけでも、そしてそう、パワーコードだけでも、このアルバムはザ・フーの輝かしいディスコグラフィーを飾るにふさわしい作品なのだ」と評した。バラエティ誌のクリス・ウィルマンは「『WHO』は、魂が肉体を生き延びられるかどうか、あるいはもっと切実な問題として、愛と誠実さが洗脳されたような気分を乗り越えられるかどうかといった、特に軽くない主題を扱った、実際にはかなり楽しいアルバムだ。ほとんどハードロック調の曲で構成されたこのアルバムでは、30歳越えとは思えないサウンドで、60歳未満ではありえないテーマの歌詞に取り組んでいる」と述べている。

## 収録曲
※特記なき限り、作詞・作曲はピート・タウンゼント。
| #   | タイトル                                                                                | 作詞 | 作曲・編曲 | 時間 |
| --- | --------------------------------------------------------------------------------------- | ---- | ---------- | ---- |
| 1.  | 「オール・ディス・ミュージック・マスト・フェイド - All This Music Must Fade」           |      |            | 3:20 |
| 2.  | 「ボール・アンド・チェーン - Ball and Chain」                                           |      |            | 4:29 |
| 3.  | 「アイ・ドント・ワナ・ゲット・ワイズ - I Don't Wanna Get Wise」                         |      |            | 3:54 |
| 4.  | 「ディトゥアー - Detour」                                                               |      |            | 3:46 |
| 5.  | 「ビーズ・オン・ワン・ストリング - Beads On One String 」(P. Townshend/ Josh Hunsacker) |      |            | 3:40 |
| 6.  | 「ヒーロー・グラウンド・ゼロ - Hero Ground Zero」                                       |      |            | 4:52 |
| 7.  | 「ストリート・ソング - Street Song」                                                    |      |            | 4:47 |
| 8.  | 「アイル・ビー・バック - I'll Be Back」                                                 |      |            | 5:01 |
| 9.  | 「ブレイク・ザ・ニュース - Break The News」(Simon Townshend)                            |      |            | 4:30 |
| 10. | 「ロッキン・イン・レイジ - Rockin' In Rage 」                                           |      |            | 4:04 |
| 11. | 「シー・ロックト・マイ・ワールド - She Rocked My World」                                |      |            | 3:22 |

| #   | タイトル                                                         | 作詞 | 作曲・編曲 | 時間 |
| --- | ---------------------------------------------------------------- | ---- | ---------- | ---- |
| 12. | 「ディス・ガン・ウィル・ミスファイアー - This Gun Will Misfire」 |      |            | 3:36 |
| 13. | 「ゴット・ナッシング・トゥ・プルーヴ - Got Nothing To Prove」    |      |            | 3:38 |
| 14. | 「ダニー・アンド・マイ・ポニーズ - Danny and My Ponies」         |      |            | 4:02 |

| #   | タイトル                        | 作詞 | 作曲・編曲 | 時間 |
| --- | ------------------------------- | ---- | ---------- | ---- |
| 15. | 「サンド（デモ) - Sand (Demo)」 |      |            | 4:26 |

| #   | タイトル | 作詞 | 作曲・編曲 | 時間 |
| --- | --- | ---- | ---------- | ---- |
| 12. | 「ビーズ・オン・ワン・ストリング（Yaggerdang Remix） - Beads On One String (Yaggerdang Remix)」(P. Townshend/ Josh Hunsacker) |      |            | 3:38 |

| #  | タイトル                                                 | 作詞 | 作曲・編曲 |
| -- | -------------------------------------------------------- | ---- | ---------- |
| 1. | 「イントロ - Intro」                                     |      |            |
| 2. | 「恋のピンチ・ヒッター - Substitute」                    |      |            |
| 3. | 「スクイーズ・ボックス - Squeeze Box」                   |      |            |
| 4. | 「いれずみ - Tattoo」                                    |      |            |
| 5. | 「キッズ・アー・オールライト - The Kids Are Alright 」   |      |            |
| 6. | 「ブレイク・ザ・ニュース - Break The News」              |      |            |
| 7. | 「シー・ロックト・マイ・ワールド - She Rocked My World」 |      |            |
| 8. | 「無法の世界 - Won't Get Fooled Again」                  |      |            |

## パーソナル
※アルバム記載のクレジットに準拠
ザ・フー
- ロジャー・ダルトリー － リード・ボーカル（#8、#12ｰ15を除く）
- ピート・タウンゼント － ギター、ハーモニカ、パーカッション、シンセサイザー・トラック、バイオリン、チェロ、ハーディ・ガーディ、サウンド・エフェクト、オーケストレーション（#6）、ベース&ドラムス（#14）、バッキング・ボーカル、リード・ボーカル（#8、#12ｰ15）、プロデューサー

参加ミュージシャン
- ピノ・パラディーノ － ベース（#1‐2、#4ｰ8、#11ｰ12）
- ザック・スターキー － ドラムス（#1‐2、#4、#7）
- ガス・セイファート － ベース（#3、#9－10）
- カーラ・アザール － ドラムス（#3、#10）
- ジョーイ・ワロンカー － ドラムス（#5、#8、#11–12)
- マット・チェンバレン － ドラムス（#6）
- ベンモント・テンチ － オルガン（#1、#3、#10）、メロトロン（#1）
- ジョシュ・ティレル、ローワン・マッキントッシュ － 手拍子 (#4)
- デイヴ・サーディ － シンセサイザー・プログラミング（#5）、パーカッション、バッキング・ボーカル
- マーティン・バチェラー － プログラミング（#6）、オーケストレーション（#6、#8）、ストリングス編曲（#8）、オーケストラ指揮（#6、#8、#13）
- レイチェル・フラー － オーケストレーション（#6）
- ピーター・ロッタ― － オーケストラ・フィクサー（#6、#8、#13）
- ブルース・デュコフ － オーケストラ・リーダー（#6、#8、#13）
- アンドリュー・シノウィエック － アコースティックギター (#9)
- ゴードン・ギルトラップ － アコースティックギター (#11)
- サイモン・タウンゼント － パーカッション

スタッフ
- デイヴ・サーディ － プロデューサー、ミキサー
- デイヴ・エリンガ － ボーカル・プロダクション
- マイルス・クラーク － アソシエイト・プロデューサー、アシスタント、Pro Tools
- ジェームス・モンティ － レコーディング・エンジニア、Pro Tools
- スティーブン・マーカソン、スチュワート・ウィットモア － マスタリング
- ピーター・ブレイク － カバー・アート、スリーヴ・デザイン、アートディレクター
- サイモン・ハルフォン － アートディレクター
- リック・ゲスト － 写真撮影
- ビル・カービシュリー、ロバート・ローゼンバーグ － マネージャー

## ヒットチャート
| チャート (2019)                     | 最高位 position |
| ----------------------------------- | --------------- |
| オーストリア                        | 14              |
| ベルギー (フランデレン)             | 41              |
| ベルギー (ワロン)                   | 27              |
| カナダ (Billboard Canadian Albums)  | 2               |
| オランダ                            | 38              |
| フィンランド                        | 19              |
| フランス                            | 43              |
| ドイツ                              | 5               |
| アイルランド                        | 28              |
| イタリア                            | 35              |
| 日本（Billboard JAPAN）             | 51              |
| 日本（オリコン）                    | 31              |
| スコットランド                      | 2               |
| スペイン                            | 23              |
| スウェーデン                        | 27              |
| スイス                              | 5               |
| 全英アルバムチャート                | 3               |
| アメリカ（Billboard 200）           | 2               |
| アメリカ（BillboardTop Rock Album） | 1               |

| チャート (2019) | 最高位 |
| --------------- | ------ |
| イギリス        | 82     |

| チャート (2020) | 最高位 |
| --------------- | ------ |
| ドイツ          | 81     |
| アメリカ        | 49     |

## ゴールドディスク
| 国                              | 認定     | 認定/売上数 |
| ------------------------------- | -------- | ----------- |
| イギリス (英国レコード産業協会) | ゴールド | 100,000     |